# Бауэри
Ба́уэри (англ. Bowery) — название улицы и прилегающего к ней одноимённого района в Нью-Йорке. Улица начинается у Чатем-сквер (Chatham Square) на юге и заканчивается у Купер-сквер (Cooper Square) на севере. Отрезок Бауэри между Купер-сквер и Юнион-сквер сейчас является 4-й авеню.
Бауэри — первая транспортная магистраль Манхэттена, возникшая в XVII веке как дорога из Нового Амстердама на ферму (нид. bouwerij) губернатора Стёйвесанта. Он похоронен в здешней церкви Св. Марка, которая приобрела свой нынешний облик в самом конце XVIII века.
В XVIII веке в квартале Бауэри-лейн селилась нью-йоркская элита, однако в течение XIX века он преобразился в район народных развлечений, среди которых выделялись театр Бауэри и мюзик-холл Бауэри-Болрум. В годы Великой депрессии территория Бауэри была застроена ночлежками. В послевоенный период на улице Бауэри жили легендарные американские художники-экспрессионисты Марк Ротко и Сай Твомбли.
С севера к кварталу Бауэри прилегает Ист-Виллидж, с юга — Чайнатаун, с востока — Нижний Ист-Сайд, с запада — Маленькая Италия. Многие из этих районов представляют (или представляли ранее) собой зоны компактного проживания национальных меньшинств: итальянцев, немцев, китайцев, корейцев и др.
В 2007 году на углу улиц Бауэри и Принс открылся Новый музей современного искусства (The New Museum of Contemporary Art).

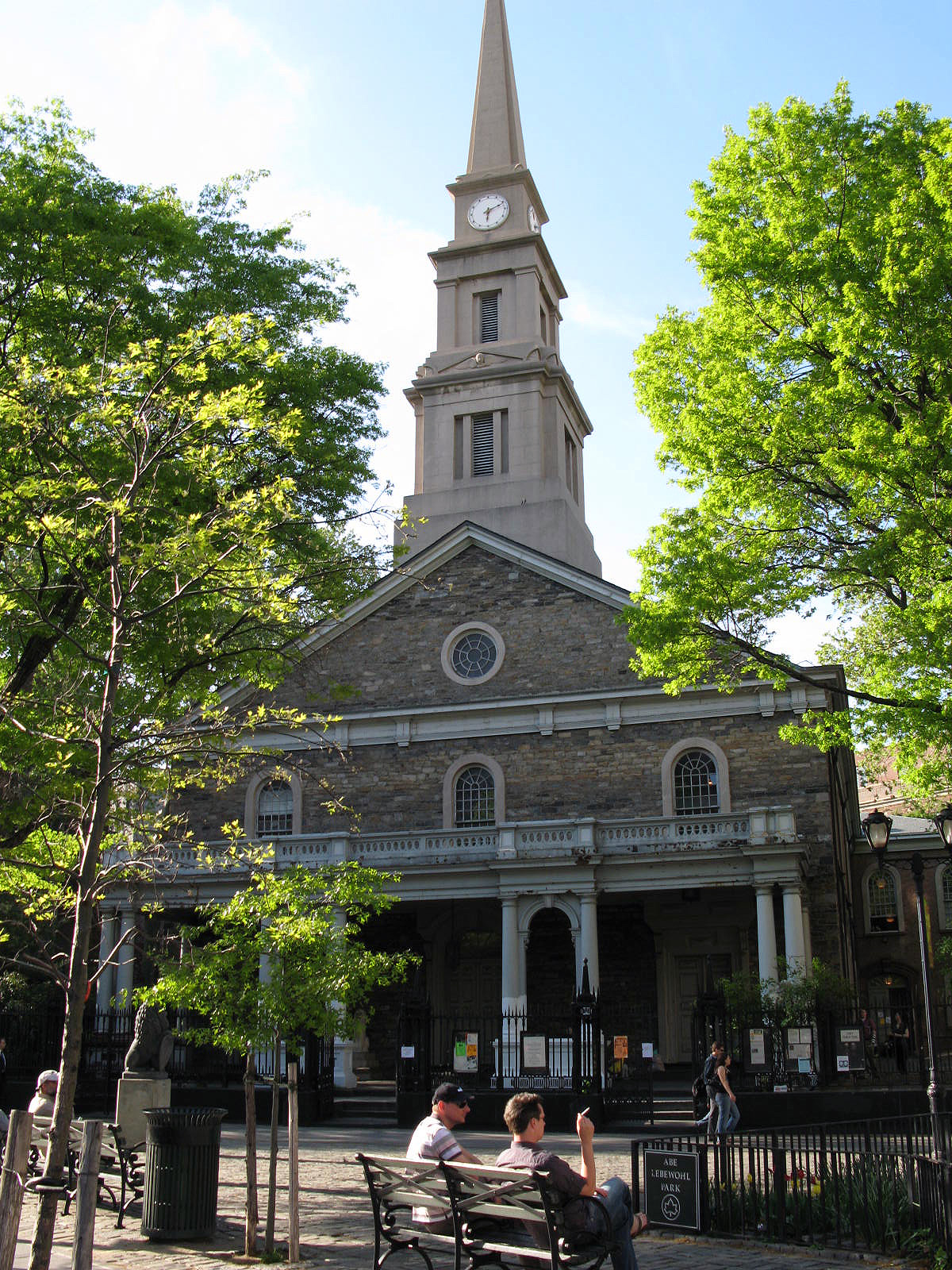
Церковь Св. Марка в Бауэри
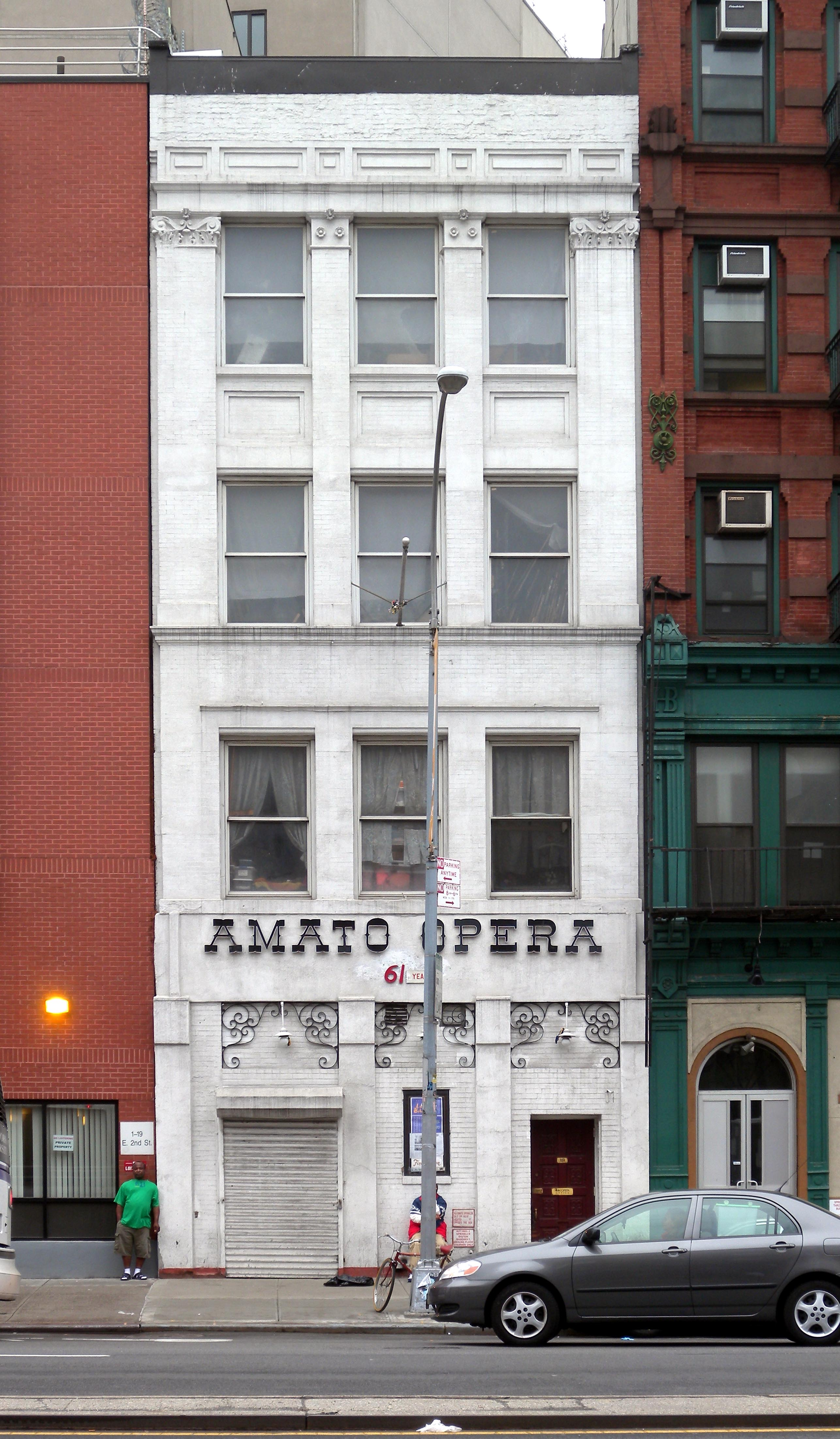
Амато-опера на Бауэри